# Stash
Stash – minialbum zawierający remiksy wybranych utworów z długiej historii grupy Cypress Hill.

## Lista utworów
1. Amplified (Fredwreck Remix)
2. Illusions (Harpsichord mix – Clean Version)
3. Checkmate (Hang Em High Remix Radio Edit) – remixed by Tom Morello
4. Tequila Sunrise (Remix Radio edit featuring Fat Joe)
5. Rap Superstar (Alchemist remix)
6. Highlife (Fredwreck Radio Remix featuring Kurupt, Baby S & King Tee)